# 剣鬼喇嘛仏
『剣鬼喇嘛仏』（けんきらまぶつ）は、1971年に発表された山田風太郎の時代小説。『オール讀物』（文藝春秋）1971年5月号に掲載された忍法帖シリーズの一つ。

## 物語
宮本武蔵との対決を熱望する「剣鬼」・長岡与五郎、「忍法喇嘛仏」を使う青龍寺組の頭領の孫娘・お登世。男女合体したまま旅を続け、2人二刀流で敵を斬る剣豪と化す。与五郎の父・細川忠興は、息子の大坂入城を危惧し刺客を放つ。 　

## 登場人物
- 袋 兵斎（ふくろ ひょうさい） - 細川家に仕える忍者・青龍寺組の頭。
- お登世（おとせ） - 袋兵斎の孫娘。
- 細川与一郎忠興（ほそかわ よいちろう ただおき） - 豊前小倉39万石の大名。
- 長岡与五郎興秋（ながおか よごろう おきあき） - 細川忠興の次男。29歳。母は細川ガラシャ（明智玉）。
- 宮本武蔵（みやもと むさし） - 巌流島で佐々木小次郎を破った剣豪。

## 作中に登場する忍法
- 忍法喇嘛仏 - 男女が合体したまま、2人が刀で前後の敵を斬る。

## 備考
せがわまさきにより、『山風短』の一編として漫画化され、『月刊ヤングマガジン』（講談社）にて、2010年8号から2011年2号まで連載された。また、せがわの『十 〜忍法魔界転生〜』にも長岡与五郎が登場する。